# Allt hämnar sig
Allt hämnar sig är en svensk dramafilm från 1917 i regi av Konrad Tallroth.

## Handling
Henry blir osyldigt dömd för att ha försnillat pengar. Fängelsedirektörens son, Allan, tror på hans oskuld och hjälper honom att fly. Efterforskningarna är resultatlösa och man antar att fången har drunknat.
Femton år senare har Henry blivit rik utomlands och återvänder för att gottgöra Allan, som dragit på sig stora spelskulder

## Om filmen
Filmen pemiärvisades 1 oktober 1917 på biograf Kungsholmsbio i Stockholm, den spelades in vid Svenska Biografteaterns ateljé på Lidingö med exteriörer från bland annat Brunkebergstorg i Stockholm av Hugo Edlund. Åldersgränsen är 15 år.

## Roller
- Konrad Tallroth - Henry Rogers, straffånge
- Albin Lavén - Louis Berger
- Greta Almroth - Eva, hans brorsdotter
- Josua Bengtson - Daniels, Bergers förtrogne
- Alfred Lundberg - Williams, fängelsedirektör
- Ragnar Widestedt - Allan, hans son